# Som Sereyvuth
Som Sereyvuth là thẩm phán Campuchia và là thành viên Tòa án Khmer Đỏ. Ông được bổ nhiệm làm thẩm phán Tòa án Tối cao Campuchia vào năm 1988.